# Dendroplex kienerii
A Dendroplex kienerii a madarak (Aves) osztályának verébalakúak (Passeriformes) rendjébe, valamint a fazekasmadár-félék (Furnariidae) családjába és a fahágóformák (Dendrocolaptinae) alcsaládjába tartozó faj.

## Rendszerezése
A fajt John Todd Zimmer amerikai ornitológus írta le 1934-ben, a Dendrornis nembe  Dendrornis Kienerii néven. Besorolása jelenleg vitatott, egyes rendszerezők a Xiphorhynchus nembe sorolják Xiphorhynchus kienerii vagy Xiphorhynchus necopinus néven.

## Előfordulása
Brazília, Kolumbia és Peru területén honos. Természetes élőhelyei  az Amazonas-medencében lévő, mocsári erdők, folyók és patakok környékén. Állandó, nem vonuló faj.

## Megjelenése
Testhossza 24 centiméter, testtömege 40-50 gramm.

## Természetvédelmi helyzete
Elterjedési területe még nagy, de gyorsan csökken, egyedszáma szintén csökken. A Természetvédelmi Világszövetség Vörös listáján mérsékelten fenyegetett fajként szerepel.